# بورس اوراق بهادار بروکسل
بورس اوراق بهادار بروکسل (فرانسوی: Bourse de Bruxelles‎) بازار بورس اوراق بهادار بلژیک است، که در سال ۱۸۰۱ تأسیس شد. امروزه سهام ۱۸۱ شرکت در بورس بروکسل دادوستد می‌شود و از زیرمجموعه‌های بورس یورونکست به‌شمار می‌آید. محل مرکزی بازار بورس بروکسل در شهر بروکسل، بلژیک مستقر می‌باشد.